# Caderneta da Criança
A Caderneta da Criança, anteriormente intitulada Caderneta de Saúde da Criança, é um instrumento utilizado para o registro e vigilância das informações relacionadas à saúde da criança. Ela está destinada a todos os nascidos vivos em território brasileiro. O livreto serve tanto para informar os pais e familiares como para facilitar a comunicação entre os serviços de saúde. Foi criada em 2005, após a publicação de uma Resolução do Mercado Comum do Sul (Mercosul), que estabeleceu um conteúdo básico necessário para este tipo de instrumento na região.
A Caderneta substituiu o antigo Cartão da Criança (CC), que vinha sendo o modelo utilizado pelo Ministério da Saúde desde 1974. Nessa mudança, o formato de um "cartão" deu lugar ao de um "livreto", possibilitando a ampliação do seu conteúdo. Foram incorporados temas relacionados à promoção da saúde das crianças, como aleitamento materno, alimentação, prevenção de acidentes etc. Seu preenchimento deve ter início ainda na maternidade, com a anotação dos dados do parto, condições de alta e outros cuidados neonatais. As vacinas administradas são registradas nesta caderneta. Uma parte significativa é dedicada ao registro dos dados de crescimento e desenvolvimento, como peso, estatura, marcos do desenvolvimento neuropsicomotor, afetivo e de linguagem etc.